# Michel Roth (Komponist)
Michel Roth (* 26. Juni 1976 in Altdorf UR, Schweiz) ist ein Schweizer Komponist, Musikforscher und Hochschullehrer.

## Leben
Michel Roth studierte ein Jahr Musikwissenschaft und Linguistik an der Universität Basel und anschliessend Komposition und Musiktheorie bei Roland Moser an der Musikhochschule Basel. Nach dem Diplom mit Auszeichnung folgten zwei weitere Studienjahre bei Detlev Müller-Siemens. 2001 wurde er an die Musikhochschule Luzern berufen, wo er als Professor für Komposition und Musiktheorie wirkte und das Studio für zeitgenössische Musik leitete. In dieser Funktion arbeitete Michel Roth mit Sofia Gubaidulina, Pierre Boulez, Péter Eötvös, Helmut Lachenmann und George Benjamin zusammen und baute in Kooperation mit der Lucerne Festival Academy den Studiengang Contemporary Art Performance auf. Auf seine Initiative entstand 2010 die Luzerner Akademie für zeitgenössische Musik. 2011 folgte er einer Berufung zum Professor für Komposition und Musiktheorie der Hochschule für Musik Basel, wo er auch als Mitglied der Forschungsabteilung tätig ist. 2022 promovierte er über musikalische Indetermination und Spieltheorie an der Universität Basel.
Als Komponist hat Michel Roth mit vielen namhaften Interpreten aus dem In- und Ausland zusammengearbeitet, darunter das Sinfonieorchester des Bayerischen Rundfunks, die Basel Sinfonietta, das Orchestre de Chambre de Lausanne, das Musikkollegium Winterthur, das Klangforum Wien, das Ensemble Mosaik Berlin, das Ensemble Phoenix Basel, das Ensemble Ascolta Stuttgart, die Stuttgarter Vocalsolisten und das Jack Quartet. Er war Gast an zahlreichen internationalen Festivals, etwa am Lucerne Festival, an der Musica Viva (München), den Wittener Tage für Neue Kammermusik, dem Warschauer Herbst, den Tagen für Neue Musik Zürich, Festival Alpentöne und wirkte mehrfach als Tutor an den Darmstädter Ferienkursen. 2003 erhielt er einen Werkauftrag des Schweizerischen Tonkünstlervereins, 2005, 2007, 2011 und 2015 durch die Schweizer Kulturstiftung Pro Helvetia, ebenso folgten zahlreiche Preise und Förderbeiträge, darunter 2007 der BMW-Kompositionspreis der Musica Viva München für sein Orchesterstück "Der Spaziergang". Seine erste Oper "Im Bau" wurde 2011 von Georges Delnon am Theater Basel inszeniert und erschien später als Hörspielversion und interaktive Website. Die zeitgenössische Operette "Die Künstliche Mutter" entstand 2016 als Koproduktion von Lucerne Festival und Gare du Nord Basel (unterstützt durch die Ernst von Siemens Musikstiftung). Viele seiner neueren Werke haben einen spieltheoretischen Hintergrund, besonders "pod" (2017) und "SPIEL HÖLLE" (2021) - letzteres Werk spielt bei Vollbetrieb in einem Flipperclub. Ein breites Spektrum seiner Werke wird vom Ricordi Verlag herausgegeben.
Neben seiner praktischen Tätigkeit forscht und publiziert Michel Roth zu musikwissenschaftlichen und musiktheoretischen Themen und war Musikkurator der vier interdisziplinären Ausstellungsprojekte "Harmonie und Dissonanz" (2006), "Neoimpressionismus und Moderne" (2008), "LINEA" (2011) und "Dieter Roth und die Musik" (2014) im Kunsthaus Zug und im Hamburger Bahnhof Berlin. Ausgehend von seinen Studien zur Gruppe "Selten gehörte Musik" (2012–2014) entwickelte er eine spieltheoretische Beschreibung musikalischer Indetermination, die einerseits historiografisch auf ästhetische Prozesse bei John Cage, David Tudor, Sylvano Bussotti oder Henri Pousseur anwendbar ist, anderseits generativ neue Möglichkeiten zeitgenössischen Komponierens erschliesst. Dazu kuratierte er 2023 das internationale Festival "SPIEL! Games as Critical Practice" im Foyer Public des Theater Basel. 2025 war er Lehrbeauftragter an der Universität Basel.
Als assoziierter Forscher am Urner Institut Kulturen der Alpen an der Universität Luzern beschäftigt er sich mit Fragen zur alpinen Klangsoziologie. Er gilt als Entdecker der Eigenschwingungen von alpinen Seilbahn-Seilen, die er seit 2020 in einem eigenen Klangarchiv dokumentiert.

## Werke (Auswahl)

### Musiktheater
- Räuber-Fragmente (nach Robert Walser) für Schauspieler, improvisierenden Solisten, Saxophon, Gitarre und Kontrabass 2011
- Im Bau (nach Franz Kafka) für Sopran, Oboe, Violoncello und Klavier 2011
- Die Künstliche Mutter (nach Hermann Burger) für Sopran, Mezzosopran, Tenor, Bariton, zwei Schauspielerinnen und Ensemble 2016
- SPIEL HÖLLE, eine Spielperformance für Ensemble und Flipperclub 2021

### Orchesterwerke
- Arnold Schönberg: Drei Klavierstücke op.11, bearbeitet für Orchester von Michel Roth 1999
- Es weckt das Lied die Liebe, Klavierlieder von Gustav Mahler bearbeitet für Orchester von Michel Roth 2003
- Nachtstück aus der Oper Der ferne Klang von Franz Schreker, bearbeitet für Kammerorchester von Michel Roth 2006
- Der Spaziergang für zwei Baritone und Orchester 2007
- rebotco für Orchester 2012
- Die letzte Welt für Schlagzeug solo und Orchester 2018

### Ensemblewerke
- Schöllenen für Ensemble 2001
- Die auf dich zurückgreifende Zeit für 6 Singstimmen und Ensemble 2006
- PESSOA für 9 Singstimmen und Ensemble 2007
- molasse vivante für Ensemble 2007
- MOI für grosses Ensemble (nach Tonbändern von Giacinto Scelsi) 2012/13
- DOPPELQUINTETT für Bläser- und Streichquintett und einen Spielleiter 2017
- pod für grosses Ensemble und Live-Elektronik 2017
- SPIEL HÖLLE für präpariertes Saxophon, E-Gitarre, Synthesizer/Sampler, Schlagzeug und Live-Elektronik 2022
- RAMANUJAN FEVER DREAM für mobiles Ensemble in drei Räumen, Audio- und Video-Feedback und Live-Elektronik 2022

### Kammermusik
- verinnerung für Klaviertrio 2001
- erschöpfung für Streichtrio 2002
- verrückung (...Boogie-Woogie) für Klavierquartett 2003/rev.2010
- Quellmund für Oboe und Streichtrio 2004
- HOAX. Variationen für zwei Gitarren 2004
- molasse vivante für Klavierduo 2004
- Fünf Schritte für acht Hände an einem Klavier 2005
- Mr. Wint and Mr. Kidd für Flöte, Klavier und Schlagzeug 2005
- Zwirn für vier Naturhörner 2007
- Wendungen für Sprecher und Klavierquintett (als Gegenstück zu Schönbergs Ode an Napoleon) 2014
- (w)hole für Streichquartett 2018
- Der sechste Sinn. Ein Konrad Bayer-Medley für Altsaxophon/Bontempi-Saxophon, Posaune/Mundharmonika und Klavier/Toy Piano 2022

### Solowerke
- Töne oder Tiere für Naturhorn 2006
- Trois Têtes de Giacometti für Schlagzeug 2007
- Tête - Crâne für Klarinette 2007
- KAVALKADE für Kontrabass 2007
- Eins und Alles für Orgel 2008
- Plaie et Douceur für Viola 2009
- Raumerweiterungssignale für Achteltonhorn und Elektronik 2011
- Die Zunge des Gletschers für singenden Kontrabassisten 2015
- LAUT Etüde für Posaune 2016
- Random Walks für Barockvioline 2020
- AROMA für Oboe d’amore 2021
- 8 Games for Sampler (Pinball Etude No. 1) 2022
- MEDUSA (Pinball Etude No. 3) für Kontrabass 2023
- TILT Mechanics (Pinball Etude No. 2) für Schlagzeug 2024

### Klanginstallationen
- to be held for a long time (nach La Monte Young) für Kochsalzinfusionen, einen Kupferkessel und zwei Metallophonstäbe 2001/rev.2008
- Gondelwandel für 4 Transducer, Subwoofer, Audioabspielgerät und Seilbahngondel 2021/2022
- Handlaufbahn (Hommage à Christoph Rütimann) für 4 Transducer, Seilbahnklänge und metallisches Treppengeländer 2022
- Seilsender für 5 Live-Streams von Alpinen Seilbahnen als immersive Klanginstallation 2023
- Tonträger, Sonifikation eines Seilbahnmasts der Seilbahn Espel-Stöfeli-Chäserrugg am Klangweg Toggenburg (jeweils Mai–Oktober) 2024[8]

## Schriften (Auswahl)
- Varèse analysieren, in: Felix Meyer und Heidy Zimmermann (Hrsg.): Edgard Varèse: Komponist, Klangforscher, Visionär, eine Publikation der Paul-Sacher-Stiftung Basel und dem Museum Tinguely, Schott, Mainz e.a. 2006, S. 480–481, ISBN 978-3-7957-0455-1
- Matthias Haldemann (Hrsg.): Harmonie und Dissonanz. Gerstl Schönberg Kandinsky. Malerei und Musik im Aufbruch, Kunsthaus Zug in Zusammenarbeit mit der Musikhochschule Luzern, Einleitung von Christian Meyer, ausführlicher interdisziplinärer Gesprächstext von Andreas Brenner, Matthias Haldemann, Michel Roth und einer abschliessenden Diskussion mit Pierre Boulez, Hatje Cantz, Ostfildern 2006, ISBN 978-3-7757-1821-9
- Das magische Quadrat und Schönberg, der Erfinder, in: Musikhochschule Luzern, Arnold Schönberg Center, Wien (Hrsg.): Das Magische Quadrat, eine Annäherung an den Visionär Arnold Schönberg, multimediale Buchbox mit 10 Druck- und Spielobjekten, einer CD und einem Vexieretui von und über Arnold Schönberg, zahlreiche Originalbeiträge u. a. von Ch. Meyer, M. Roth, M. Böggemann, U.P. Jauch, C. Emmenegger, A. Jacob, E. Fess und einem Geleitwort von Nuria Schönberg-Nono, Edizioni Periferia, Poschiavo/Luzern 2006, ISBN 978-3-907474-23-5
- Arnold Schönbergs Begriff der Klangfarbenmelodie und Harmonie und Dissonanz, Wahrnehmung und Vermittlung, in: Claudia Emmenegger, Elisabeth Schwind, Olivier Senn (Hrsg.): Musik – Wahrnehmung – Sprache, Bericht des gleichnamigen Symposiums anlässlich von Lucerne Festival Sommer 2006, Reihe: Eine Publikation der Musikhochschule Luzern, Chronos Verlag, Luzern 2007, S. 59–80, ISBN 978-3-0340-0875-4
- Schöpferisches Potenzial. Komponieren in der Zentralschweiz, in: Alois Koch (Hrsg.): Kreative Provinz. Musiklandschaft Zentralschweiz, Pro Libro Verlag, Luzern 2010, S. 218–245, ISBN 978-3-905927-06-1
- Draw a straight line and follow it’. Eine Phänomenologie der Linie in der Musik, in: Matthias Haldemann (Hrsg.): Linea. Vom Umriss zur Aktion: Die Kunst der Linie zwischen Antike und Gegenwart, Hatje Cantz, Ostfildern 2010, S. 291–310, ISBN 978-3-7757-2795-2
- ‘Bousculer le temps, bousculer l’espace’. Allusions- und Montagetechnik in Maurice Ravels Oper ‘L’Enfant et les Sortilèges’, in: Michael Kunkel e.a. (Hrsg.): Musik – Buchstaben – Musik. Kunst und Forschung an der Hochschule für Musik Basel, Saarbrücken 2013, S. 80–126, ISBN 978-3-89727-481-5
- Dieter Roth und die Musik. Discography, Edizioni Periferia, Poschiavo/Luzern 2014, ISBN 978-3-906016-34-4
- Dieter Roth und die Musik. „Und weg mit den Minuten“, Katalog zur Ausstellung im Kunsthaus Zug und im Hamburger Bahnhof Berlin, Edizioni Periferia, Poschiavo/Luzern 2014, ISBN 978-3-906016-32-0
- Mimesis und Mimikry: (Selbst)kritische Anmerkungen zur musiktheoretischen und kompositorischen Anwendung von Sonagrammen, in: Michael Kunkel (Hrsg.): Les Espaces Sonores. Stimmungen, Klanganalysen, spektrale Musiken, Pfau Verlag, Büdingen 2016, S. 78–96, ISBN 978-3-89727-541-6
- ‘I allow myself to think of you not as of somebody playing the piano’. Zur Interaktion von Komposition und Interpretation im Umfeld der Darmstädter Ferienkurse, in: Michael Rebhahn und Thomas Schäfer (Hrsg.), Darmstädter Beiträge zur Neuen Musik, Bd. 23, Mainz 2016, S. 49–57, ISBN 978-3-7957-1117-7
- Smorzando. Chopin on the MP3 player, in: Journal of Sonic Studies, 13 (2017) https://www.researchcatalogue.net/view/323348/323349/0/0
- Die Spieltechnik der Posaune, Bärenreiter Verlag, Kassel 2017, ISBN 978-3-7618-2367-5
- Die Spieltechnik des Schlagzeugs. Schlägel, Anreger, Anwendungen, Bärenreiter Verlag, Kassel 2018, ISBN 978-3-7618-2406-1
- In der Konkretion der Unmittelbarkeit. Die humorale Funktion der Musik, in: Matthias Haldemann (Hrsg.): Komödie des Daseins. Kunst und Humor von der Antike bis heute. Hatje Cantz, Berlin 2018, S. 414–435, ISBN 978-3-7757-4431-7
- ‘Tosatti, c’est moi’ (arranging Scelsi's tapes today), in: Björn Gottstein und Michael Kunkel (Hrsg.), Scelsi revisited backstage, Büdingen 2020, S. 200–206, ISBN 978-3-89727-552-2
- Play it anew, man! Ein spieltheoretisches Quartett über relationales Komponieren, in: MusikTexte, Nr. 164 (Februar 2020), S. 47–54.
- ‘Es gibt da einen Vertreter, der mir nicht gehorcht.’ Eine kleine Studie zur Rolle des Spielverderbers in der neueren Musik, in: Marion Saxer, Karin Dietrich, Julian Kämper (Hrsg.), Musik als Spiel. Spiel als Musik. Die Integration von Spielkonzepten in zeitgenössischer Musik, Musiktheater und Klangkunst, Bielefeld 2021, S. 111–150, ISBN 978-3-8376-4932-1
- Musik unter 'extremen Kommunikationsbedingungen' bei Bernd Alois Zimmermann und Jacques Wildberger, in: Michael Kunkel (Hrsg.), Das linke Ohr. Der Komponist Jacques Wildberger, Büdingen 2021, S. 179–195, ISBN 978-3-89727-556-0
- Play it anew, man! A Game-Theoretical Quartet about Relational Composing, in: Perspectives of New Music, Vol. 59, Nr. 1 (Winter 2021), S. 5–31.
- Vielsaitige Instrumente: Schächentaler Seilbahnen als klangliche Akteure und Resonanzkörper, in: Syntopia Alpina, Online-Magazin (Juni 2022).
- Gaming the System. Produktive Erweiterungen musikalischer Spielkompetenz, in: Neue Zeitschrift für Musik (Juni 2023), S. 30–33.
- Vielsaitige Instrumente: Schächentaler Seilbahnen als klangliche Akteure und Resonanzkörper, in: Urner Institut Kulturen der Alpen (Hrsg.), Nutzen Benutzen Hegen Pflegen. Die Alpen im Anthropozän, Zürich 2023, S. 137–143, ISBN 978-3-03919-596-1
- Singende Seile. Die Seilbahnlandschaft des Urner Schächentals, bildfluss Verlag, Altdorf 2023, ISBN 978-3-9525870-0-3
- A Musical Essay on Vicentino's 2nd Tuning (1555), in: Martin Kirnbauer (Hrsg.), Zwischen Vieltönigkeit und Mikrotonalität. Materialien und Beiträge aus dem Forschungsprojekt "Studio31", Schola Cantorum Basiliensis Scripta, Basel 2024, S. 245–251, ISBN 978-3-7965-5193-2
- ’Hörend erkennen, erkennend hören’. Die Vermittlung des Indeterminierten in Peter Benarys Zweitem Streichquartett, in: Niccolò Raselli, Hans Niklas Kuhn (Hrsg.): Peter Benary. Komponist, Musikwissenschafter, Publizist und Dozent, Basel 2024, S. 115–130, ISBN 978-3-7965-5109-3
- Die Bibliothek von Basel. Unendliche Klänge und eine neue Heimat, in: LIBREAS. Library Ideas, 45 (2024), https://libreas.eu/ausgabe45/roth/
- Aufs Spiel gesetzt. Eine spieltheoretische Untersuchung indeterminierter Musik, Dissertation Universität Basel, Wolke-Verlag, Hofheim 2024, ISBN 978-3-95593-152-0, Open Access: https://www.wolke-verlag.de/musikbuecher/michel-roth-aufs-spiel-gesetzt/

## Diskographie
- PATERA für 4 Hörner und 4 Schlagzeuger (Müller & Schade 5042/2) 2003
- verinnerung für Klaviertrio (musiques suisses CTS-M88) 2004
- molasse vivante für Klavierduo (musiques suisses CTS-M107) 2007
- Trois Têtes de Giacometti für Schlagzeug solo (musiques suisses CTS-M121) 2009
- PESSOA für 9 Singstimmen und Ensemble (musiques suisses CTS-M120) 2009
- Kavalkade für Kontrabass solo (Dux 0800/0801) 2010
- Grammont Portrait Michel Roth (musiques suisses CTS-M136) 2012
- Räuber-Fragmente für Schauspieler, improvisierenden Solisten, Saxophon, Gitarre und Kontrabass (musiques suisses CTS-M137) 2012
- Mondrian-Zyklus: erschöpfung für Streichtrio, verinnerung für Klaviertrio, verrückung (...Boogie-Woogie) für Klavierquartett (NEOS 11506) 2015
- Im Bau, radio opera version (WERGO 73842) 2019
- MOI for big ensemble, Klangforum Wien (KAIROS) 2020